# 송하춘
송하춘(宋河春, 1944년 9월 27일~)은 대한민국의 소설가이다. 1972년에 조선일보 신춘문예를 통해 등단했다.

## 수상 내역
- 1995년: 제3회 오영수문학상
- 2012년: 제9회 군산시 채만식문학상